# Syndicat intercommunautaire Ouest Cornouaille Aménagement
Le Syndicat intercommunautaire Ouest Cornouaille Aménagement est un syndicat mixte composé de quatre communautés de communes : le Pays Bigouden Sud, Haut Pays Bigouden, Cap Sizun - Pointe du Raz et Douarnenez Communauté. Ce territoire se situe à l'ouest de Quimper dans le département français du Finistère, en Bretagne.
Le SIOCA est chargé de l'élaboration, de la révision et du suivi du Schéma de Cohérence Territoriale de l'Ouest Cornouaille.